# Eliza McCardle Johnson
Eliza McCardle Johnson (n. 4 octombrie 1810 - d. 15 ianuarie 1876) a fost soția lui Andrew Johnson, al șaptesprezecelea Președinte al Statelor Unite ale Americii. A fost Prima Doamnă a Statelor Unite ale Americii între 1865 și 1869.